# P4 Kronoberg
P4 Kronoberg är Sveriges Radios lokala kanal för Kronobergs län. P4 sänder lokala program och nyheter i P4 varje vardag mellan klockan 06.00 och 17.34. Lokala nyheter sänds även på helger mellan kl 08.30 och 13.30.
I den lokala kanalen sänds tre programblock med inriktning på aktuella händelser och personer: P4 Morgon, Förmiddag i P4 och Eftermiddag i P4. Kanalen kan avlyssnas i hela Kronoberg, via webben eller appen Sverigesradio Play.
På Sveriges Radio Kronoberg arbetar omkring 40 personer i radiohuset på Västergatan i centrala Växjö. Utöver den lokala produktionen är kanalen en av de största producenterna av riksprogram utanför storstäderna.
Flera riksprogram produceras även på Sveriges Radio i Växjö. Här görs ett av Sveriges populäraste program, "Ring så spelar vi". SR Kronoberg är en av de största sändningsorterna i Sverige. Varje år produceras cirka 3000 timmar lokal radio i P4 och cirka 800 timmar nationell radio i P1, P2, och P4.

## Riksprogram från SR Kronoberg
P1"Naturmorgon", samordning av livsåskådning.
P2"Klassisk morgon i P2",  "P2-live".

P4"Ring så spelar vi",  material åt Radio Sweden, "Sverigematchen", "Vi i femman"

## Sveriges Radios frekvenser i Kronoberg[2]
P1 frekvens88,9 MHz:P2 frekvens
101,7 MHz:
P3 frekvens
99,3 MHz
P4 Kronoberg, frekvens
100,2 MHz.